# Cyanopterus dolens
Cyanopterus dolens är en stekelart som först beskrevs av Cameron 1911.  Cyanopterus dolens ingår i släktet Cyanopterus och familjen bracksteklar. Inga underarter finns listade i Catalogue of Life.